# Mahamat Labbo
Mahamat Ahmat Labbo est un footballeur tchadien né le 21 juillet 1988 à Ndjamena. Il évolue au poste d'attaquant.

## Biographie

### Carrière en club
Mahamat Ahmat Labbo arrive fin 2005 à l'Ancienne Château-Gontier, club mayennais, en provenance du Tchad. Rapidement, il fait forte impression et gagne sa place en DH. En novembre 2006, il fait partie de la sélection de la Ligue du Maine qui dispute la Coupe UEFA des régions.
Il se fait remarquer par le Stade lavallois, qu'il rejoint en 2007. Il passera quatre saisons dans le club tango et noir, jouant un match en National mais se contentant d'apparitions avec la réserve.

### Parcours international
International tchadien pendant seize années, il remporte la Coupe de la CEMAC en 2014. Il fut capitaine de sa sélection. Il met un terme à sa carrière internationale en avril 2022.

## Parcours en club
- 2005-2007 :  Ancienne Château-Gontier
- 2007-2011:  Stade lavallois
- 2011-2012 :  ES Bonchamp-lès-Laval
- 2012-2014 :  US Changé
- 2014-2015 :  ROC Charleroi-Marchienne
- 2015-2016 :  AS Bourny Laval
- 2016-2017 :  Stade mayennais